# Монтандон, Филипп
Фили́пп Монтандо́н (нем. Philippe Montandon; 15 июля 1982, Устер, Швейцария) — швейцарский футболист, защитник.

## Клубная карьера
Филипп Монтандон оказался в футболе в 5 лет. Тогда он попал в футбольную школу местного клуба. В 1996 году он присоединился к юношеской команде клуба «Винтертур». В сезоне 1999/00 он дебютировал в первой команде. Вскоре Монтандон сумел достаточно хорошо себя зарекомендовать. В 2002 году этот защитник перебрался в футбольный клуб «Виль». В 2004 году его команда смогла выиграть Кубок Швейцарии, обыграв в финальном матче «Грассхоппер».
Затем Филипп Монтандон перешёл в «Санкт-Галлен», где он часто играл в основном составе. В 2007 году в команду пришёл новый тренер и Филипп покинул команду. В зимнее трансферное окно он стал игроком «Шаффхаузена», где он прошёл полтора сезона. Далее последовал переезд в итальянский «Кьево». Однако, он так и не провел ни одного матча за новую команду. Сразу после подписания контракта Мантандон был отдан в аренду в «Лугано», где он стал капитаном команды. Осенью 2009 года его карьера была на грани завершения. У футболиста был обнаружен рак яичек. К счастью, опухоль была успешно удалена и Филипп смог продолжить карьеру.
В 2011 году футболист вернулся в «Санкт-Галлен». Вскоре он получил капитанскую повязку. Его команда боролась за высокие места в таблице. Заняв третье место они приняли участие в Лиге Европы УЕФА.